# The Night Visitor (musikalbum)
The Night Visitor är Anna Ternheims fjärde studioalbum, utgivet i Sverige den 28 oktober 2011. I USA gavs albumet ut den 5 juni 2012. Producent är Matt Sweeney.

## Låtlista
Där inte annat anges är låtarna skrivna av Anna Ternheim.
| Nr  | Titel                                                             | Längd |                              |
| --- | ----------------------------------------------------------------- | ----- | ---------------------------- |
| 1.  | Solitary Move                                                     | 3:53  |                              |
| 2.  | The Longer the Waiting (The Sweeter the Kiss) (med Dave Ferguson) | 3:51  | (Roger Cook, Pat McLaughlin) |
| 3.  | Lorelie-Marie                                                     | 4:26  |                              |
| 4.  | Ghost of а Man                                                    | 3:45  |                              |
| 5.  | What Remains?                                                     | 3:34  |                              |
| 6.  | Bow Your Head                                                     | 5:23  |                              |
| 7.  | Walking Aimlessly                                                 | 3:52  |                              |
| 8.  | God Don't Know                                                    | 2:25  |                              |
| 9.  | Black Light Shines                                                | 4:12  |                              |
| 10. | All Shadows                                                       | 3:43  |                              |
| 11. | Come to Bed                                                       | 3:23  |                              |
| 12. | Dearest Dear                                                      | 3:28  | (trad.)                      |

### "Special edition",Fingerpicking Party(1 ytterligare CD och 1 DVD)
| Nr | Titel                                                             | Längd |                              |
| -- | ----------------------------------------------------------------- | ----- | ---------------------------- |
| 1. | Black Light Shines                                                | 4:21  |                              |
| 2. | Walking Aimlessly                                                 | 3:45  |                              |
| 3. | Lorelie Marie                                                     | 4:22  |                              |
| 4. | Bow Your Head                                                     | 5:46  |                              |
| 5. | The Longer the Waiting (The Sweeter the Kiss) (med Dave Ferguson) | 3:59  | (Roger Cook, Pat McLaughlin) |

Denna eftersittning inspelades på Dave Fergusons gård utanför Nashville den 5 juli 2011.

## Listplaceringar
| Lista (2011-2012) | Topplacering |
| ----------------- | ------------ |
| Norge             | 16           |
| Sverige           | 2            |

### Fotnoter
1. ↑  ”The Night Visitor”. Discogs.com. http://www.discogs.com/Anna-Ternheim-The-Night-Visitor/release/3313065. Läst 17 maj 2012.
2. ↑  ”The Night Visitor”. Allmusic.com. http://www.allmusic.com/album/the-night-visitor-mw0002272776. Läst 17 maj 2013.
3. 1 2  ”Listplacering”. http://swedishcharts.com/showitem.asp?interpret=Anna+Ternheim&titel=The+Night+Visitor&cat=a. Läst 17 maj 2012.